# Bundesstraße 191
Pour les articles homonymes, voir B191 et Route 191.
La Bundesstraße 191 (abrégé en B 191) est une Bundesstraße reliant Celle depuis la Bundesstraße 3 à Plau am See sur la B 103.

## Histoire

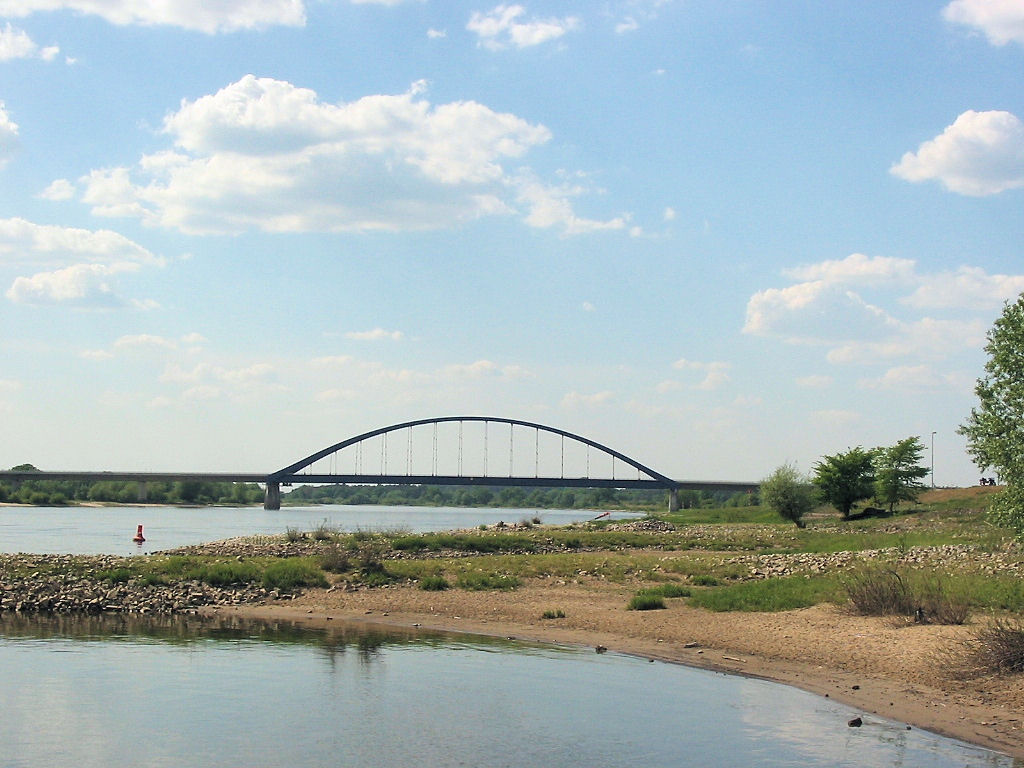
Pont routier de Dömitz

La route locale entre Ludwigslust et Parchim est équipée d'une chaussée en 1845. Un an plus tard, elle se prolonge jusqu'à Lübz. En 1936, le pont routier de Dömitz au-dessus de l'Elbe est ouvert. La Reichsstraße 191 est inaugurée en 1937.
La route est ensuite coupée par la frontière intérieure allemande. La partie à l'ouest de Celle à Dannenberg fait partie de la RFA et est appelée Bundesstraße 191. La partie à l'est de Dömitz à Plau am See revient à la RDA et est appelée Fernverkehrsstraße 191 (abrégé en F 191).
Depuis la construction du nouveau pont routier en 1992 est de nouveau ouverte sans arrêt.

## Localités traversées
- Basse-Saxe

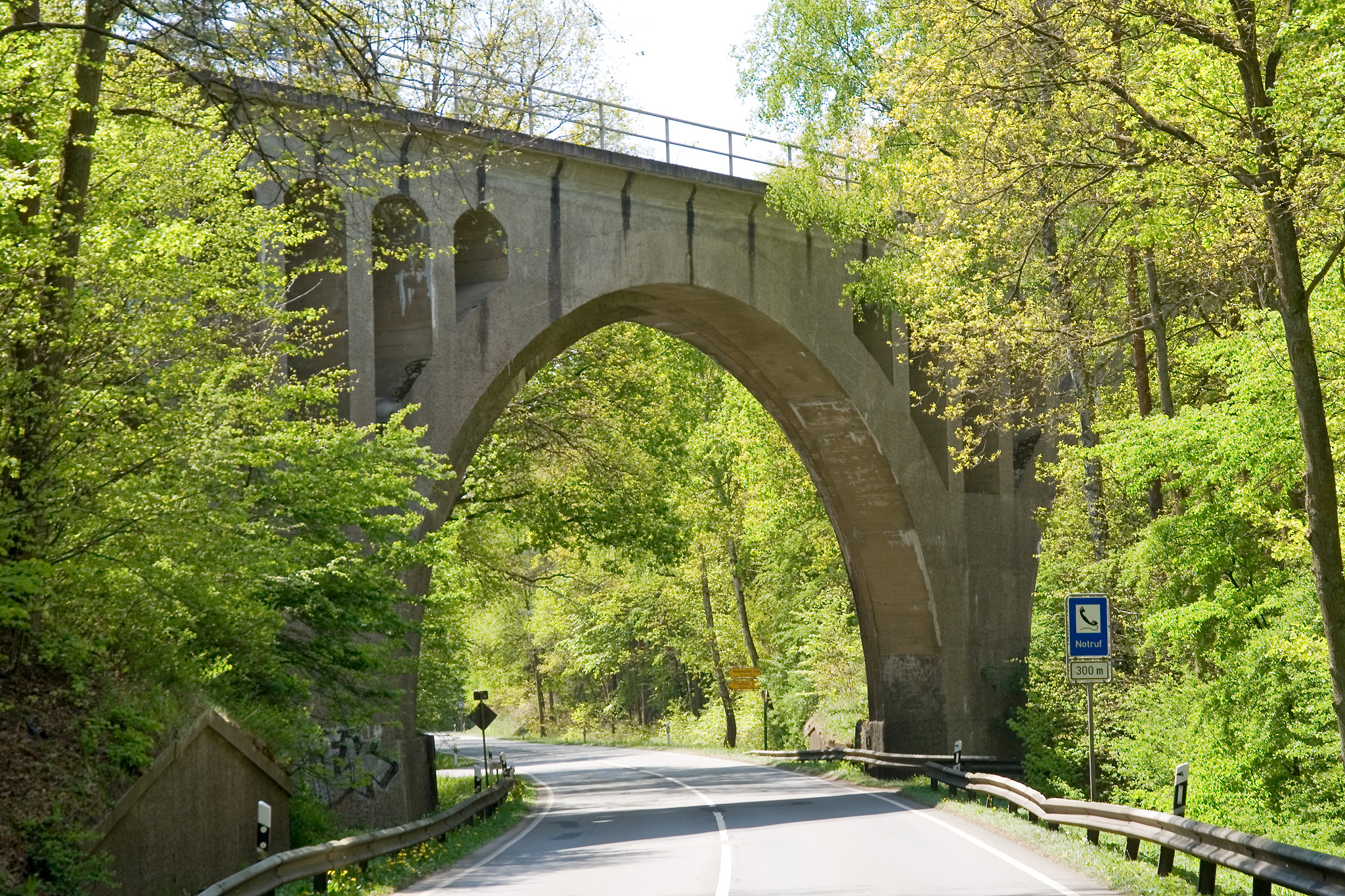
Viaduc entre Uelzen et Dannenberg

  - Celle (notamment les quartiers d'Altenhagen et de Garßen, divisés par la route)
  - Eschede
  - Uelzen
  - Dannenberg

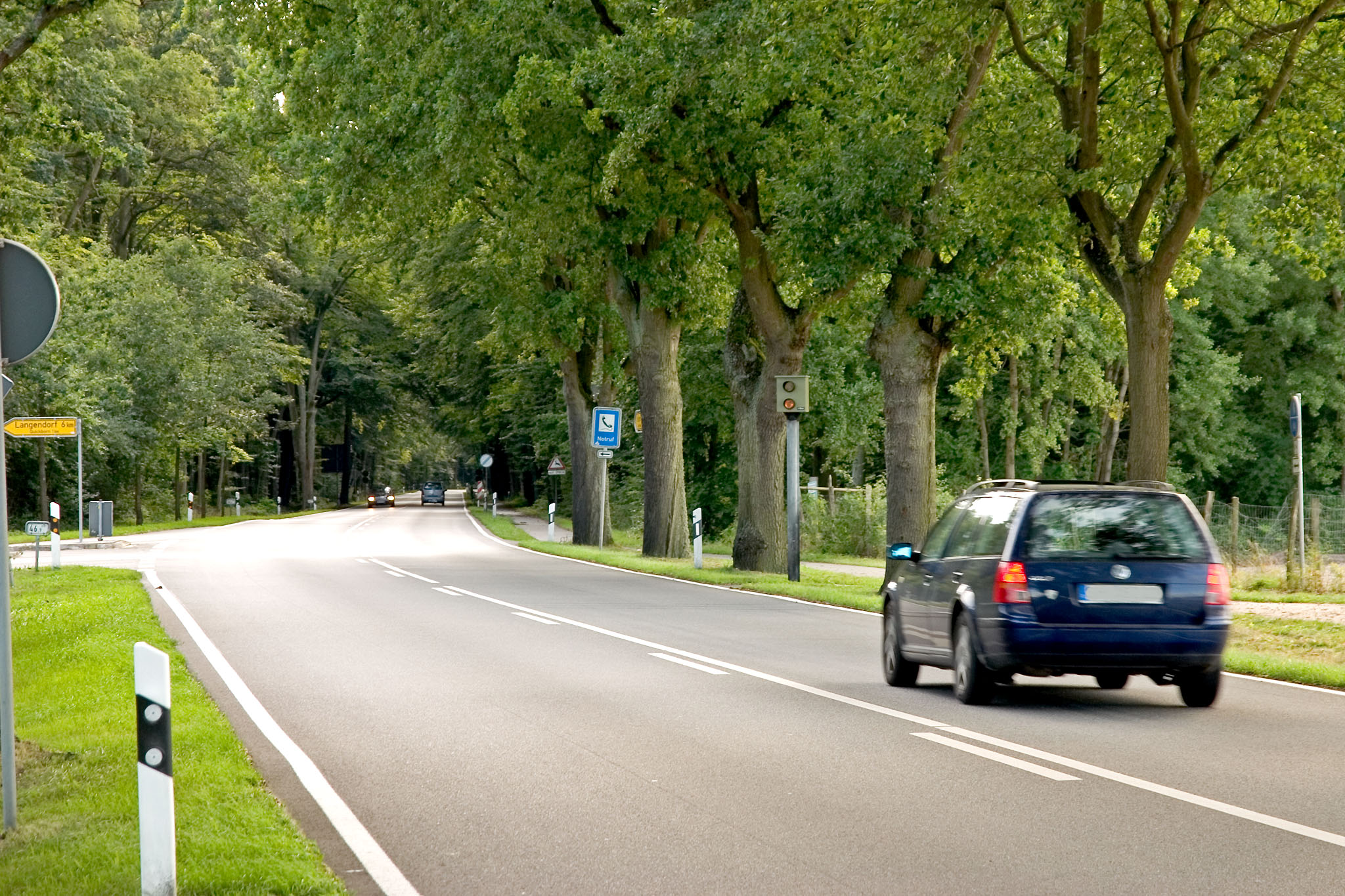
Radar juste avant le pont de Dömitz

- Mecklembourg-Poméranie-Occidentale
  - Dömitz
  - Ludwigslust
  - Neustadt-Glewe
  - Parchim
  - Lübz
  - Plau am See